# Agencia India de Investigación Espacial
La Agencia India de Investigación Espacial (en hindi: भारतीय अन्तरिक्ष अनुसन्धान सङ्गठन, romanizado: Bhāratīya Antarikṣa Anusandhāna Saṅgaṭhana, en inglés: Indian Space Research Organisation (ISRO);  /ˈɪsroʊ/) es la agencia espacial nacional de la India, con sede en Bangalore. Opera bajo el Departamento de Espacio (DOS, por sus siglas en inglés), que es supervisado directamente por el primer ministro de la India, mientras que el presidente de ISRO actúa también como ejecutivo de DOS. ISRO es la agencia principal de la India para realizar tareas relacionadas con aplicaciones basadas en el espacio, exploración espacial y desarrollo de tecnologías relacionadas. Es una de las seis agencias espaciales gubernamentales del mundo que posee capacidades de lanzamiento completas, desarrollo de motores criogénicos, lanzamiento de misiones orbitales y de operar grandes flotas de satélites artificiales.
El Comité Nacional de Investigación Espacial de la India (INCOSPAR) fue establecido por Jawaharlal Nehru bajo el Departamento de Energía Atómica (DEA) en 1962, a instancias del científico Vikram Sarabhai, reconociendo la necesidad de la investigación espacial. INCOSPAR creció y se convirtió en ISRO en 1969, dentro del DEA. En 1972, el Gobierno de la India había establecido una Comisión Espacial y el Departamento del Espacio (DOS), lo que llevó a ISRO al DOS. El establecimiento de ISRO institucionalizó así las actividades de investigación espacial en la India. Desde entonces ha sido administrado por el DOS, que gobierna varias otras instituciones en la India en el dominio de la astronomía y la tecnología espacial.
ISRO construyó el primer satélite de la India, Aryabhata, que fue lanzado por la Unión Soviética el 19 de abril de 1975. En 1980, ISRO lanzó el satélite RS-1 a bordo de su propio SLV-3, lo que convirtió a la India en el sexto país capaz de realizar lanzamientos orbitales. SLV-3 fue seguido por ASLV, que posteriormente fue sucedido por el desarrollo de muchos vehículos de lanzamiento de elevación media, motores de cohetes, sistemas de satélites y redes que permiten a la agencia lanzar cientos de satélites nacionales y extranjeros y varias misiones de espacio profundo para la exploración espacial.
ISRO fue la primera agencia espacial del mundo en confirmar la existencia de moléculas de agua en la superficie de la luna. Tiene la constelación de satélites de teledetección más grande del mundo y opera dos sistemas de navegación por satélite, GAGAN y NAVIC. Ha enviado dos misiones a la Luna y una a Marte.
Los objetivos en el futuro cercano incluyen expandir la flota de satélites, aterrizar un rover en la Luna, enviar humanos al espacio, desarrollar un motor semi-criogénico, enviar más misiones no tripuladas a la Luna, Marte, Venus y el Sol y el despliegue de más telescopios espaciales en órbita para observar fenómenos cósmicos y al espacio exterior más allá del sistema solar. Los planes a largo plazo incluyen el desarrollo de lanzadores reutilizables, vehículos de lanzamiento pesados y superpesados, el despliegue de una estación espacial, el envío de misiones de exploración a planetas externos como Júpiter, Urano, Neptuno, también a asteroides y misiones tripuladas a la Luna y planetas.
Los programas de ISRO han desempeñado un papel importante en el desarrollo socioeconómico de la India y han apoyado tanto a los dominios civiles como militares en varios aspectos, incluida la gestión de desastres, la telemedicina y las misiones de navegación y reconocimiento. Las tecnologías derivadas de ISRO también han fundado muchas innovaciones cruciales para las industrias médicas y de ingeniería de la India.

## Historia

### Años formativos

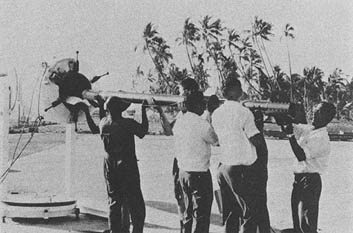
Un cohete Arcas que se carga en el tubo de lanzamiento en la estación de lanzamiento de Thumba. En los primeros días de ISRO, las piezas de los cohetes a menudo se transportaban en bicicletas y carros tirados por bueyes.

La investigación espacial moderna en la India se remonta a la década de 1920, cuando el científico S. K. Mitra realizó una serie de experimentos que condujeron al sondeo de la ionosfera mediante la aplicación de métodos de radio terrestres en Calcuta. Más tarde, científicos indios como C.V. Raman y Meghnad Saha contribuyeron a los principios científicos aplicables en las ciencias espaciales. Sin embargo, fue el período posterior a 1945 cuando se realizaron importantes avances en la investigación espacial coordinada en la India. La investigación espacial organizada en la India fue encabezada por dos científicos: Vikram Sarabhai, fundador del Laboratorio de Investigación Física en Ahmedabad, y Homi Bhabha, quien estableció el Instituto Tata de Investigación Fundamental (Tata Institute of Fundamental Research) en 1945. Los experimentos iniciales en ciencias espaciales incluyeron el estudio de la radiación cósmica, las pruebas a gran altitud y en el aire, la experimentación subterránea en las minas de Kolar, uno de los sitios mineros más profundos del mundo, y estudios de la atmósfera superior. Los estudios se llevaron a cabo en laboratorios de investigación, universidades y ubicaciones independientes.
En 1950, se fundó el Departamento de Energía Atómica con Bhabha como secretario. El departamento proporcionó fondos para la investigación espacial en toda la India. Durante este tiempo, continuaron las pruebas sobre aspectos de la meteorología y el campo magnético de la Tierra, un tema que se estaba estudiando en la India desde el establecimiento del observatorio en Colaba en 1823. En 1954, el observatorio estatal de Uttar Pradesh se estableció en las estribaciones del Himalaya. El Observatorio Rangpur se estableció en 1957 en la Universidad de Osmania, Hyderabad. El gobierno de la India fomentó aún más la investigación espacial. En 1957, la Unión Soviética lanzó el Sputnik 1 y abrió posibilidades para que el resto del mundo realizara un lanzamiento espacial.
El Comité Nacional Indio de Investigaciones Espaciales (INCOSPAR, por sus siglas en inglés) fue creado en 1962 por el primer ministro Nehru a instancias de Vikram Sarabhai. Inicialmente no había un ministerio dedicado al programa espacial y todas las actividades del INCOSPAR relacionadas con la tecnología espacial siguieron funcionando dentro de la DEA. H.G.S. Murthy fue nombrado primer director de la estación de lanzamiento de cohetes ecuatoriales Thumba. Se dispararon cohetes de sondeo desde la estación de lanzamiento de cohetes ecuatoriales Thumba, lo que marcó el inicio de la investigación de la atmósfera superior en la India. Posteriormente se desarrolló una serie indígena de cohetes sonda llamada Rohini y comenzó a ser lanzada desde 1967 en adelante.

### Décadas del 1970 y 1980
Bajo la administración de Indira Gandhi, INCOSPAR fue reemplazado por ISRO. Más tarde, en 1972, se establecieron una comisión espacial y el Departamento del Espacio (DOS) para supervisar el desarrollo de la tecnología espacial en la India específicamente e ISRO se incorporó al DOS, institucionalizando la investigación espacial en la India y forjando el programa espacial indio en su forma actual.
India se unió al programa soviético Interkosmos para la cooperación espacial y puso en órbita su primer satélite Aryabhatta a través de un cohete soviético.
Los esfuerzos para desarrollar un vehículo de lanzamiento orbital comenzaron después de dominar la tecnología de cohetes sonda. El concepto era desarrollar un lanzador capaz de proporcionar suficiente velocidad a una masa de 35 kilogramos para entrar órbita terrestre baja (LEO). La ISRO tardó 7 años en desarrollar un vehículo de lanzamiento de satélites capaz de poner 40 kilogramos en una órbita de 400 kilómetros. La plataforma de lanzamiento de SLV, las estaciones terrestres, las redes de seguimiento, los radares y otras comunicaciones se instalaron para la campaña de lanzamiento. Su primer lanzamiento en 1979 llevó una carga útil de tecnología Rohini pero no pudo inyectar satélites en su órbita deseada. Fue seguido por un lanzamiento exitoso en 1980 con el satélite Rohini Serie I, lo que convirtió a India en el séptimo país en alcanzar la órbita terrestre después de la URSS, Estados Unidos, Francia, Reino Unido, China y Japón. RS-1 fue el tercer satélite indio en alcanzar la órbita, ya que Bhaskara había sido lanzado desde la URSS en 1979. Se habían realizado esfuerzos para desarrollar un vehículo de lanzamiento de elevación media capaz de poner naves espaciales de clase de 600 kilogramos en una órbita sincrónica al sol de 1000 km ya comenzó en 1978 que luego conduciría al desarrollo del Polar Satellite Launch Vehicle (PSLV). SLV-3 más tarde tuvo dos lanzamientos más antes de descontinuarse en 1983. El Centro de Sistemas de Propulsión Líquida (LPSC) de ISRO se estableció en 1985 y comenzó a trabajar en un motor Vikas más potente basado en el Viking francés. En 1987, se establecieron instalaciones para probar motores de cohetes de combustible líquido y se inició el desarrollo y las pruebas de varios propulsores de motores de cohetes.
Paralelamente, se estaba desarrollando otro cohete Augmented Satellite Launch Vehicle de combustible sólido basado en SLV-3 con tecnologías para lanzar satélites a la órbita geoestacionaria. ASLV tuvo un éxito limitado y pronto se suspendieron múltiples fallas de lanzamiento. Además, tecnologías para el Sistema Nacional de Satélites de la India para satélites de comunicaciones y el Programa de Teledetección de la India para satélites de observación de la Tierra se desarrollaron y se iniciaron los lanzamientos desde el extranjero. El número de satélites finalmente se expandió y los sistemas se establecieron entre las constelaciones de satélites más grandes del mundo con una serie de comunicaciones multibanda, imágenes de radar, imágenes ópticas y satélites meteorológicos.

### Década de 1990 y principios delsigloXXI
La llegada del PSLV en la década de 1990 se convirtió en un gran impulso para el programa espacial indio. Con la excepción de su primer vuelo en 1994 y dos fallas parciales más tarde, el PSLV tuvo una racha de más de 50 vuelos exitosos. PSLV permitió a India lanzar todos sus satélites LEO, pequeñas cargas útiles a GTO y cientos de satélites extranjeros. Junto con los vuelos del PSLV, se estaba desarrollando un nuevo cohete llamado Vehículo de lanzamiento de satélites geosincrónicos (GSLV). India intentó obtener motores criogénicos de etapa superior del Glavkosmos ruso, pero Estados Unidos se lo impidió. Como resultado, los motores KVD-1 se importaron de Rusia bajo un nuevo acuerdo que tuvo un éxito limitado y en 1994 se lanzó un proyecto para desarrollar tecnología criogénica autóctona, que tardó dos décadas en madurar. Se firmó un nuevo acuerdo con Rusia para 7 etapas criogénicas KVD-1 y 1 etapa de maqueta en tierra sin transferencia de tecnología, en lugar de 5 etapas criogénicas junto con la tecnología y el diseño según el acuerdo anterior. Estos motores se utilizaron para los vuelos iniciales y se denominaron GSLV Mk.1. ISRO estuvo bajo sanciones del gobierno de los Estados Unidos entre el 6 de mayo de 1992 y el 6 de mayo de 1994.
Después de que EE. UU. se negara a ayudar a India con el Sistema de Posicionamiento Global (GPS) durante la guerra de Kargil, ISRO fue inducida a desarrollar su propio sistema de navegación por satélite IRNSS, que ahora se está expandiendo aún más.
En 2003, cuando China envió humanos al espacio, el primer ministro Atal Bihari Vajpayee instó a los científicos a desarrollar tecnologías para llevar humanos a la Luna y pronto comenzaron a existir programas indios para enviar misiones a la Luna, otros planetas y enviar humanos al espacio. ISRO lanzó Chandrayaan-1 en 2008, que fue la primera sonda del mundo en verificar la presencia de agua en la Luna y la Mars Orbiter Mission en 2013 que fue la primera nave espacial asiática en entrar en la órbita marciana y la India fue el primer país en hacerlo en su primer intento. Posteriormente, la etapa superior criogénica para el cohete GSLV se puso en funcionamiento, lo que convirtió a India en el sexto país en tener capacidades de lanzamiento completas y en 2014 se introdujo un nuevo lanzador de carga más pesada GSLV Mk III para satélites más pesados y misiones espaciales tripuladas. Desde entonces, ha continuado el desarrollo de cohetes más grandes, satélites más avanzados y naves espaciales.

### Logotipo de la agencia
ISRO no tenía un logotipo oficial a diferencia de otras agencias espaciales hasta 2002. El logotipo adoptado consistía en un aerodeslizador naranja hacia arriba unido con dos paneles de satélite de color azul con el nombre de ISRO escrito en dos conjuntos de texto. Uno en color naranja en Devanagari en el lado izquierdo y otro en color azul en inglés con fuente Prakrta.

## Metas y objetivos

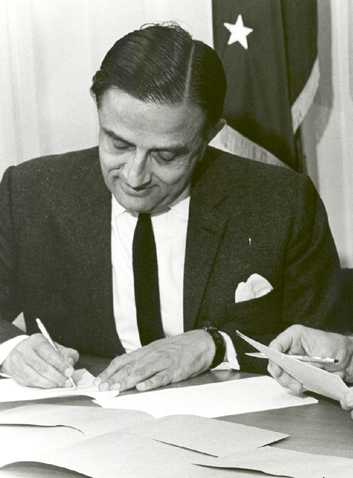
Vikram Sarabhai, primer presidente de INCOSPAR, que luego se llamaría ISRO

ISRO es la agencia espacial nacional de la India con el propósito de todas las aplicaciones basadas en el espacio como reconocimiento y comunicaciones e investigación. Se encarga del diseño y desarrollo de cohetes espaciales, satélites, explora la atmósfera superior y misiones de exploración del espacio profundo. ISRO también ha incubado sus tecnologías en el sector espacial privado de la India impulsando su crecimiento. El programa espacial indio fue fundado e impulsado por la visión de Vikram Sarabhai, considerado el padre del programa espacial indio. Como dijo en 1969:

Hay quienes cuestionan la relevancia de las actividades espaciales en una nación en desarrollo. Para nosotros, no hay ambigüedad de propósito. No tenemos la fantasía de competir con las naciones económicamente avanzadas en la exploración de la Luna o los planetas o vuelos espaciales tripulados. Pero estamos convencidos de que si queremos desempeñar un papel significativo a nivel nacional y en la comunidad de naciones, debemos ser insuperables en la aplicación de tecnologías avanzadas a los problemas reales del hombre y la sociedad que encontramos en nuestro país. Y debemos señalar que la aplicación de tecnologías y métodos de análisis sofisticados a nuestros problemas no debe confundirse con embarcarse en esquemas grandiosos, cuyo impacto principal es más para mostrar que para el progreso medido en términos económicos y sociales estrictos.

El expresidente de la India, A. P. J. Abdul Kalam, dijo:

Muchas personas con visión miope cuestionaron la relevancia de las actividades espaciales en una nación recién independizada que estaba teniendo dificultades para alimentar a su población. Pero ni el primer ministro Nehru ni el profesor Sarabhai tenían ambigüedad de propósito. Su visión era muy clara: si los indios iban a desempeñar un papel significativo en la comunidad de naciones, debían ser insuperables en la aplicación de tecnologías avanzadas a sus problemas de la vida real. No tenían la intención de utilizarlo simplemente como un medio para mostrar nuestro poder.

El progreso económico de la India ha hecho que su programa espacial sea más visible y activo, ya que el país apunta a una mayor autosuficiencia en la tecnología espacial.

## Estructura organizativa e instalaciones

La estructura organizativa del Departamento de Espacio del Gobierno de la India

ISRO es administrado por el Departamento de Espacio (DoS) del Gobierno de la India. El propio DoS está bajo la autoridad de la Comisión Espacial y gestiona las siguientes agencias e institutos:
- Organización de Investigación Espacial de la India
- Antrix Corporation: el brazo de márquetin de ISRO, Bangalore
- Laboratorio de investigación física (PRL), Ahmedabad
- Laboratorio Nacional de Investigación Atmosférica (NARL), Gadanki, Andhra Pradesh
- NewSpace India Limited - Ala comercial, Bangalore
- Centro de aplicaciones espaciales del noreste (NE-SAC), Umiam
- Laboratorio de semiconductores (SCL), Mohali
- Instituto Indio de Ciencia y Tecnología Espaciales (IIST), Thiruvananthapuram - Universidad espacial de la India

## Vehículos de lanzamiento

Comparación de cohetes portadores indios. De izquierda a derecha: SLV, ASLV, PSLV, GSLV, GSLV Mark III

Durante las décadas de 1960 y 1970, la India construyó sus propios vehículos de lanzamiento debido a consideraciones geopolíticas y económicas. En las décadas de 1960 y 1970, el país desarrolló un cohete de sondeo y, en la década de 1980, la investigación había producido el Satellite Launch Vehicle-3 y el Augmented Satellite Launch Vehicle (ASLV) más avanzado, con infraestructura operativa de apoyo. ISRO aplicó aún más sus energías al avance de la tecnología de los vehículos de lanzamiento, lo que resultó en la realización de los exitosos vehículos PSLV y GSLV.

### Satellite Launch Vehicle (SLV)

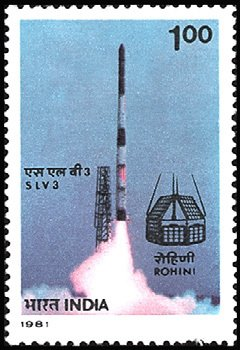
Sello que representa a SLV-3 D1 llevando el satélite RS-D1 a órbita

El Vehículo de Lanzamiento de Satélites (conocido como SLV-3) fue el primer cohete espacial desarrollado por la India. El lanzamiento inicial en 1979 fue un fracaso seguido de un lanzamiento exitoso en 1980 que abrió paso a la India en el club de países con capacidades de lanzamiento orbital. El desarrollo de cohetes más grandes se impulsó a partir de entonces.

### Augmented Satellite Launch Vehicle (ASLV)
El Vehículo de Lanzamiento de Satélites Avanzado o Aumentado (ASLV) fue otro pequeño vehículo de lanzamiento realizado en la década de 1980 para desarrollar las tecnologías necesarias para colocar satélites en órbita geoestacionaria. ISRO no tenía fondos suficientes para desarrollar ASLV y PSLV a la vez. Dado que ASLV sufrió repetidos fallos, se abandonó a favor de un nuevo proyecto.

### Polar Satellite Launch Vehicle

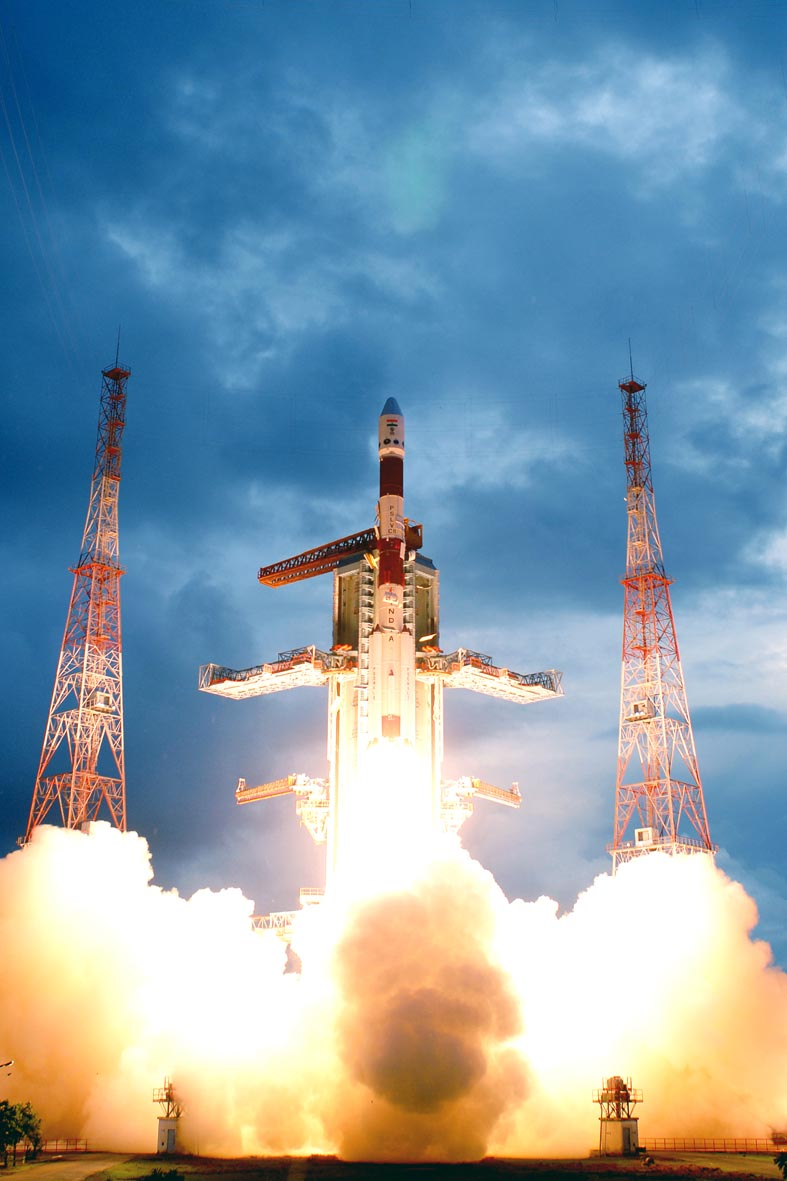
El PSLV-C11 despega llevando a Chandrayaan-1, la primera misión india a la luna.

El Vehículo de Lanzamiento de Satélites Polar o PSLV es el primer vehículo de lanzamiento de elevación media de la India que permitió a la India lanzar todos sus satélites de teledetección a una órbita sincrónica con el Sol. El PSLV falló en su lanzamiento inaugural en 1993. Además de otros dos fallos parciales, el PSLV se ha convertido en el principal caballo de batalla de ISRO con más de 50 lanzamientos que ponen en órbita cientos de satélites indios y extranjeros.
Resumen de décadas de los lanzamientos de PSLV:
| Década | Exitosos | Éxitos parciales | Fallos | Total |
| ------ | -------- | ---------------- | ------ | ----- |
| 1990-  | 3        | 1                | 1      | 5     |
| 2000-  | 11       | 0                | 0      | 11    |
| 2010-  | 33       | 0                | 1      | 34    |
| 2020-  | 3        | 0                | 0      | 3     |
| Total  | 50       | 1                | 2      | 53    |

### Geosynchronous Satellite Launch Vehicle (GSLV)

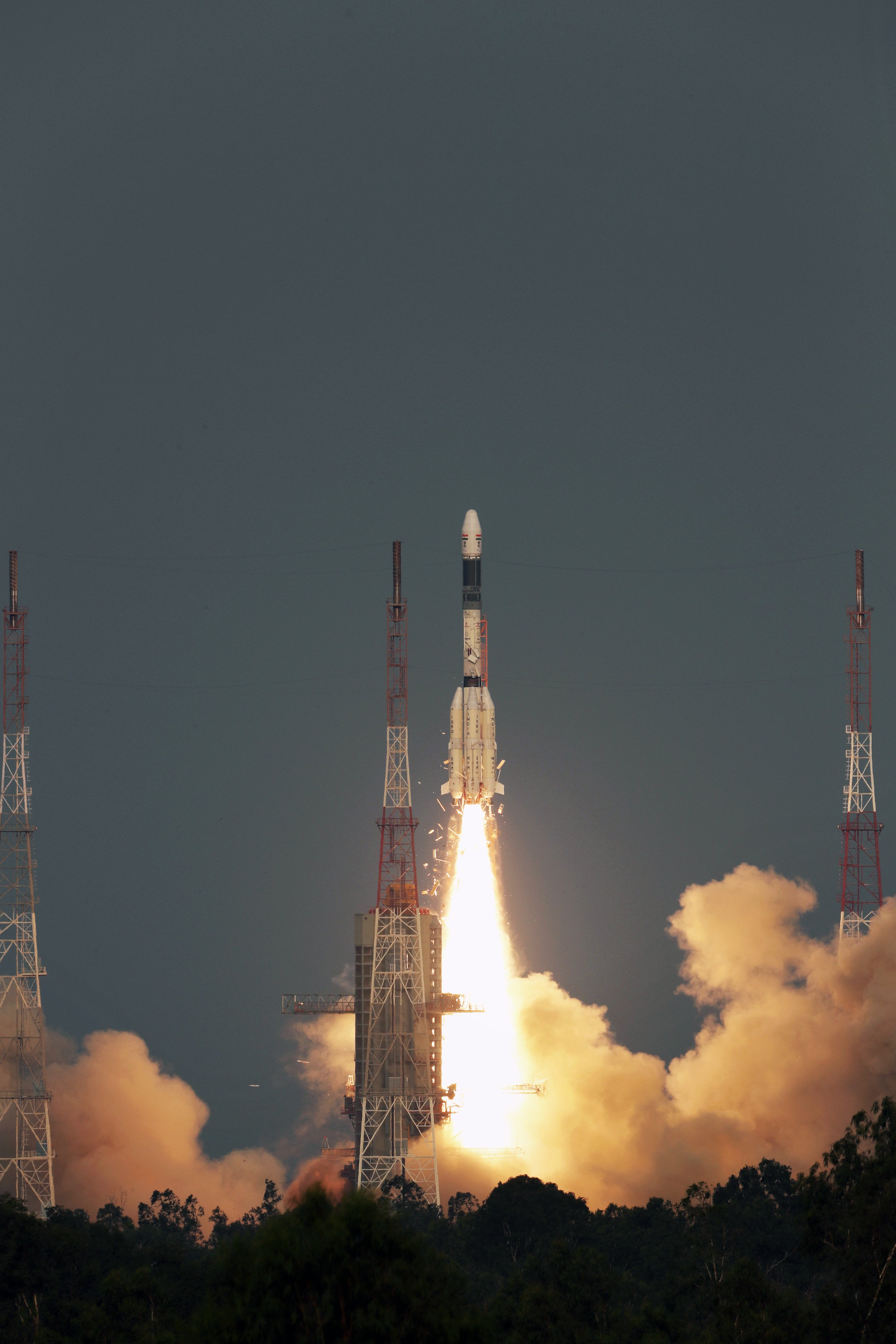
GSLV-F08 lanza GSAT-6A a la órbita de transferencia geoestacionaria (2018).

El Vehículo de Lanzamiento de Satélites Geosincrónicos (Geosynchronous Satellite Launch Vehicle, GSLV) se previó en la década de 1990 para transferir cargas útiles importantes a la órbita geoestacionaria. ISRO inicialmente tuvo un gran problema en el desarrollo de GSLV ya que el desarrollo de CE-7.5 en India tomó una década. Estados Unidos había impedido que India obtuviera tecnología criogénica de Rusia, lo que indujo a India a desarrollar sus propios motores criogénicos.
Resumen de décadas de los lanzamientos de GSLV:
| Década | Exitosos | Éxitos parciales | Fallos | Total |
| ------ | -------- | ---------------- | ------ | ----- |
| 2000-  | 2        | 2                | 1      | 5     |
| 2010-  | 6        | 0                | 3      | 9     |
| Total  | 8        | 2                | 4      | 14    |

### GSLV Mark III

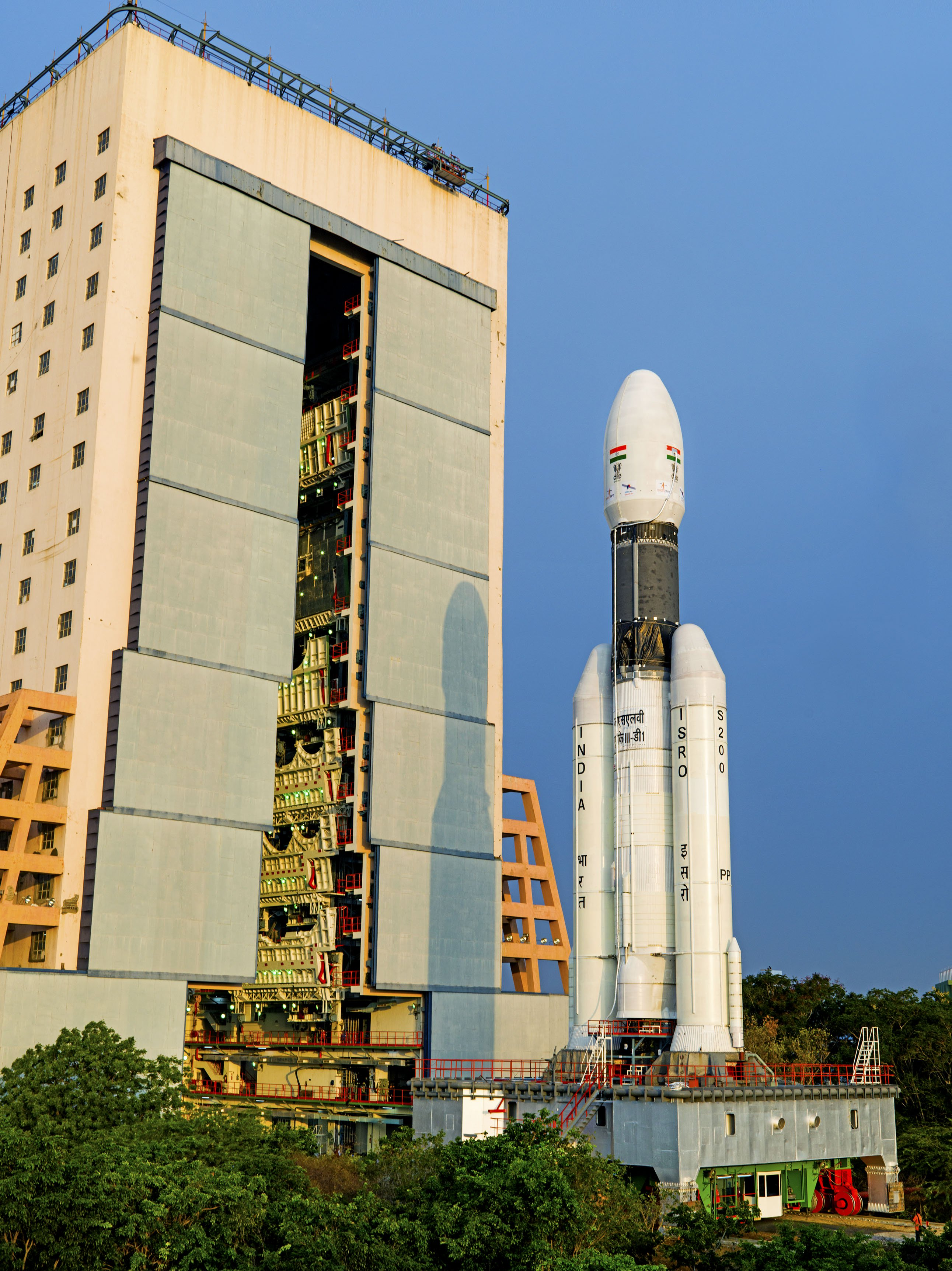
GSLV Mk III D1 se traslada del edificio de montaje a la plataforma de lanzamiento

El vehículo de lanzamiento de satélites geosincrónicos Mark III (GSLV Mk III), también conocido como LVM3, es el cohete más pesado en servicio operativo con ISRO. Equipado con un motor criogénico y propulsores más potentes que GSLV, tiene una capacidad de carga de juego significativamente mayor y permite a la India lanzar todos sus satélites de comunicación. Se espera que LVM3 lleve la primera misión tripulada de la India al espacio y será el banco de pruebas para el motor SCE-200 que impulsará los cohetes de carga pesada de la India en el futuro.
Resumen de décadas de los lanzamientos de GSLV Mark III:
| Decade | Exitosos | Éxitos parciales | Fallos | Total |
| ------ | -------- | ---------------- | ------ | ----- |
| 2010   | 4        | 0                | 0      | 4     |

## Programa de vuelos espaciales tripulados
La primera propuesta para enviar humanos al espacio se discutió en ISRO en 2006, lo que posteriormente condujo al comienzo del trabajo sobre la infraestructura y las naves espaciales requeridas. Las pruebas para las misiones espaciales tripuladas comenzaron en 2007 con el Experimento de Recuperación de Cápsulas Espaciales (SRE) de 600 kg, lanzado con el cohete Polar Satellite Launch Vehicle (PSLV) y regresado a la tierra de manera segura 12 días después.
En 2009, la Organización de Investigación Espacial de la India propuso un presupuesto de ₹124 000 millones para su programa de vuelos espaciales tripulados. Se esperaba un vuelo de demostración sin tripulación después de siete años desde la aprobación final y una misión con tripulación que se lanzaría después de siete años de financiación. La misión tripulada inicialmente no era una prioridad y se dejó en un segundo plano durante varios años. Un experimento de recuperación de una cápsula espacial en 2014 y una prueba de aborto con almohadilla en 2018 fueron seguidos por el anuncio del primer ministro Modi en el discurso del Día de la Independencia el 15 de agosto de 2018 de que India enviará astronautas al espacio para 2022 en la nueva nave espacial Gaganyaan. Hasta la fecha, ISRO ha desarrollado la mayoría de las tecnologías necesarias, como el módulo de tripulación y el sistema de escape de la tripulación, alimentos espaciales y sistemas de soporte vital. El proyecto costaría menos de ₹100 000 millones e incluiría el envío de 2 o 3 indios al espacio, 300-400 kilómetros arriba en una nave espacial durante al menos siete días utilizando un vehículo de lanzamiento GSLV Mk-III.

### Nave espacial tripulada
ISRO está trabajando para conseguir una nave espacial tripulada orbital que pueda operar durante siete días en una órbita terrestre baja. La nave espacial, llamada Gaganyaan, será la base del programa de vuelos espaciales humanos de la India. La nave espacial se está desarrollando para transportar hasta tres personas, y una versión mejorada planificada estará equipada con una capacidad de encuentro y acoplamiento. En su primera misión tripulada, la nave espacial de 3 toneladas, en gran parte autónoma de ISRO, orbitará la Tierra a 400 kilómetros de altitud durante un máximo de siete días con una tripulación de dos personas a bordo. A partir de febrero de 2021, se planea lanzar la misión tripulada en el GSLV Mk III de ISRO en 2023.

### Estación Espacial
India planea construir una estación espacial como programa de seguimiento de la misión Gaganyaan. El presidente de ISRO, K. Sivan, ha dicho que la India no se unirá al programa de la Estación Espacial Internacional y, en cambio, construirá una estación espacial de 20 toneladas por su cuenta. Se espera que se coloque en una órbita terrestre baja a una altitud de 400 kilómetros y sea capaz de albergar a tres humanos durante 15-20 días. El plazo aproximado es de cinco a siete años después de la finalización del proyecto Gaganyaan.

## Ciencias planetarias y astronomía
Hay una instalación nacional de lanzamiento de globos en Hyderabad con el apoyo conjunto de TIFR e ISRO. Esta instalación se ha utilizado ampliamente para llevar a cabo investigaciones en astronomía de alta energía (es decir, rayos X y gamma), astronomía infrarroja, constituyentes de trazas atmosféricas medias, incluidos CFC y aerosoles, ionización, conductividad eléctrica y campos eléctricos.
El flujo de partículas secundarias y rayos X y rayos gamma de origen atmosférico producido por la interacción de los rayos cósmicos es muy bajo. Este bajo fondo, en presencia del cual uno tiene que detectar la débil señal de fuentes cósmicas, es una gran ventaja en la realización de observaciones de rayos X duros desde la India. La segunda ventaja es que muchas fuentes brillantes como Cygnus X-1, Nebulasa del Cangrejo, Scorpius X-1 y las fuentes del Centro Galáctico son observables desde Hyderabad debido a su declinación favorable. Con estas consideraciones, se formó un grupo de astronomía de rayos X en TIFR en 1967 y se emprendió el desarrollo de un instrumento con un telescopio de rayos X orientable para observaciones de rayos X duros. El primer vuelo en globo con el nuevo instrumento se realizó el 28 de abril de 1968 en el que se llevaron a cabo con éxito observaciones de Scorpius X-1. En una sucesión de vuelos en globo realizados con este instrumento entre 1968 y 1974, se estudiaron varias fuentes de rayos X binarios, incluidas Cygnus X-1 y Hércules X-1, y el fondo difuso de rayos X cósmicos. Se obtuvieron muchos resultados nuevos y de importancia astrofísica a partir de estas observaciones.

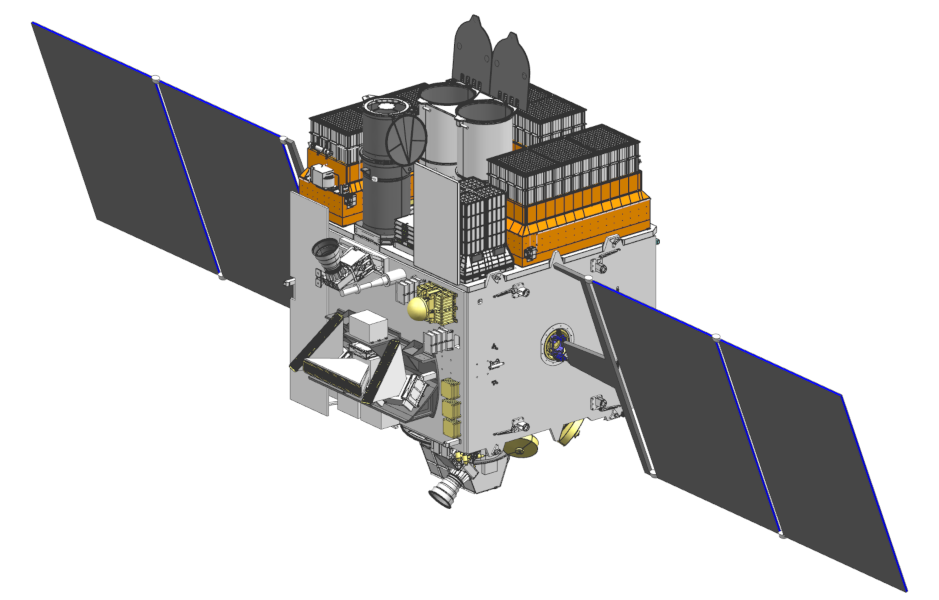
Astrosat-1 en configuración desplegada

ISRO participó en el descubrimiento de tres especies de bacterias en la estratosfera superior a una altitud de entre 20 y 40 kilómetros (12,4-24,9 millas). Las bacterias, altamente resistentes a la radiación ultravioleta, no se encuentran en ningún otro lugar de la Tierra, lo que lleva a especular si son de origen extraterrestre. Estas tres bacterias pueden considerarse extremófilas. Las bacterias fueron nombradas como Bacillus Isronensis en reconocimiento a la contribución de ISRO en los experimentos con globos, que llevaron a su descubrimiento, Bacillus aryabhata en honor al célebre astrónomo antiguo de la India Aryabhata y Janibacter hoylei en honor al distinguido astrofísico Fred Hoyle.

### Astrosat
Lanzado en 2015, Astrosat es el primer observatorio espacial dedicado de múltiples longitudes de onda de la India. Su estudio de observación incluye núcleos galácticos activos, enanas blancas calientes, pulsaciones de púlsares, sistemas estelares binarios y agujeros negros supermasivos ubicados en el centro de la galaxia.

## Exploración extraterrestre

### Exploración lunar
Chandryaan (literal. 'Nave Lunar') son la serie de naves espaciales de exploración lunar de la India. La misión inicial incluyó un orbitador y sondas de impacto controlado, mientras que las misiones adicionales incluyen módulos de aterrizaje, rovers y misiones de muestreo también.

## Estadísticas
Última actualización: 4 de marzo de 2021
- Número total de satélites extranjeros lanzados por ISRO: 342 (35 países)[78]

El Chandrayaan-1 (configuración original)

- Misiones de naves espaciales: 117
- Misiones de lanzamiento: 77
- Satélites de estudiantes: 10[79]
- Misiones de reingreso: 2

## Capacidad tecnológica espacial
- Estaciones de seguimiento: Sí
- Centros de lanzamiento: Sí
- Fabricación de satélites: Sí
- Lanzamientos orbitales autónomos: Sí
- Naves interplanetarias: Sí[80]
- Estaciones espaciales: No
- Vuelo tripulado: No

## Programas en funcionamiento
- Chandrayan-1
- Chandrayaan-2 Orbitador
- Chandrayaan-3
- Geosynchronous Satellite Launch Vehicle
- Mars Orbiter Mission